# Tart

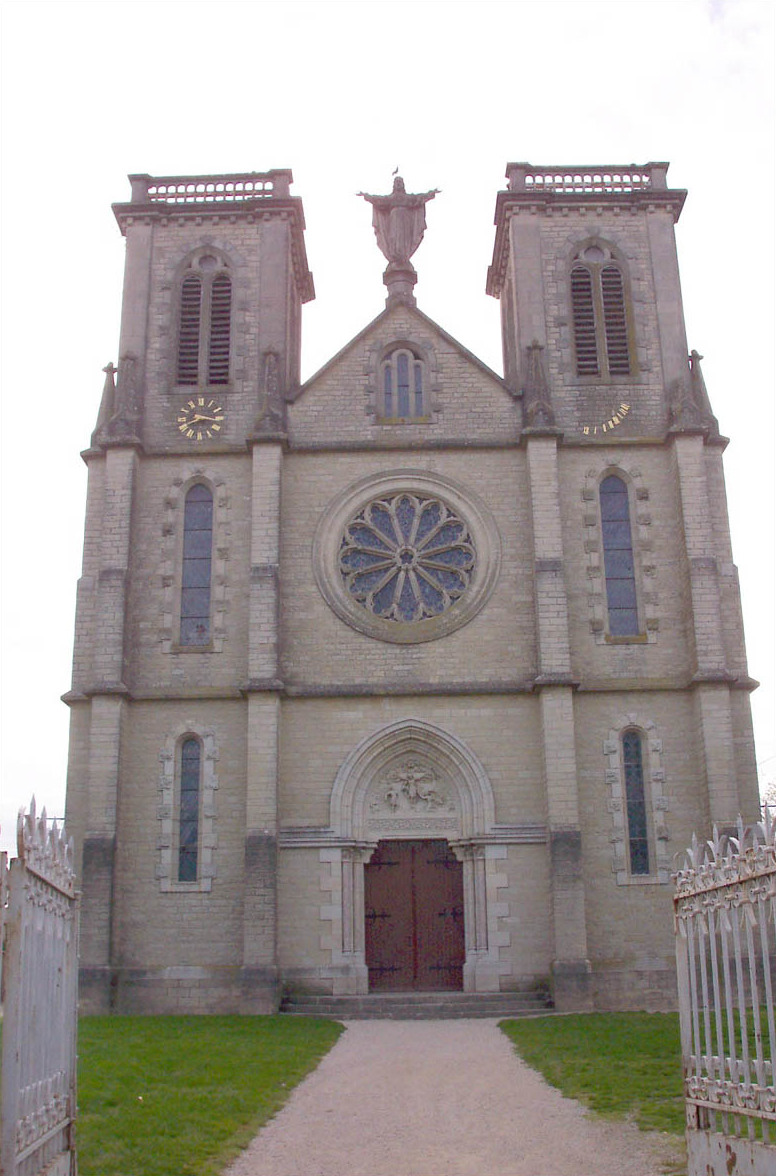
Kirche von Tart

Tart ist eine französische Gemeinde mit 1.533 Einwohnern (Stand 1. Januar 2022) im Département Côte-d’Or in der Region Bourgogne-Franche-Comté. Sie gehört zum Arrondissement Dijon und zum Kanton Genlis.
Sie entstand mit Wirkung vom 1. Januar 2019 als Commune nouvelle durch Zusammenlegung der ehemaligen Gemeinden Tart-le-Haut und Tart-l’Abbaye, die in der neuen Gemeinde den Status einer Commune déléguée besitzen. Der Verwaltungssitz befindet sich im Ort Tart-le-Haut.

## Gliederung
| Ortsteil                       | ehemaliger INSEE-Code | Fläche (km²) | Einwohnerzahl zum 1. Januar 2022 |
| ------------------------------ | --------------------- | ------------ | -------------------------------- |
| Tart-le-Haut (Verwaltungssitz) | 21623                 | 10,30        | 1.341                            |
| Tart-l’Abbaye                  | 21621                 | 03,38        | .0192                            |

## Lage
Nachbargemeinden sind Marliens im Nordwesten, Varanges im Norden, Genlis im Nordosten, Longeault-Pluvault und Pluvet im Osten, Tréclun und Trouhans im Südosten, Montot, Brazey-en-Plaine und Échigey im Süden und Longecourt-en-Plaine im Westen.